# Burgaller-Schloss Rzeszów

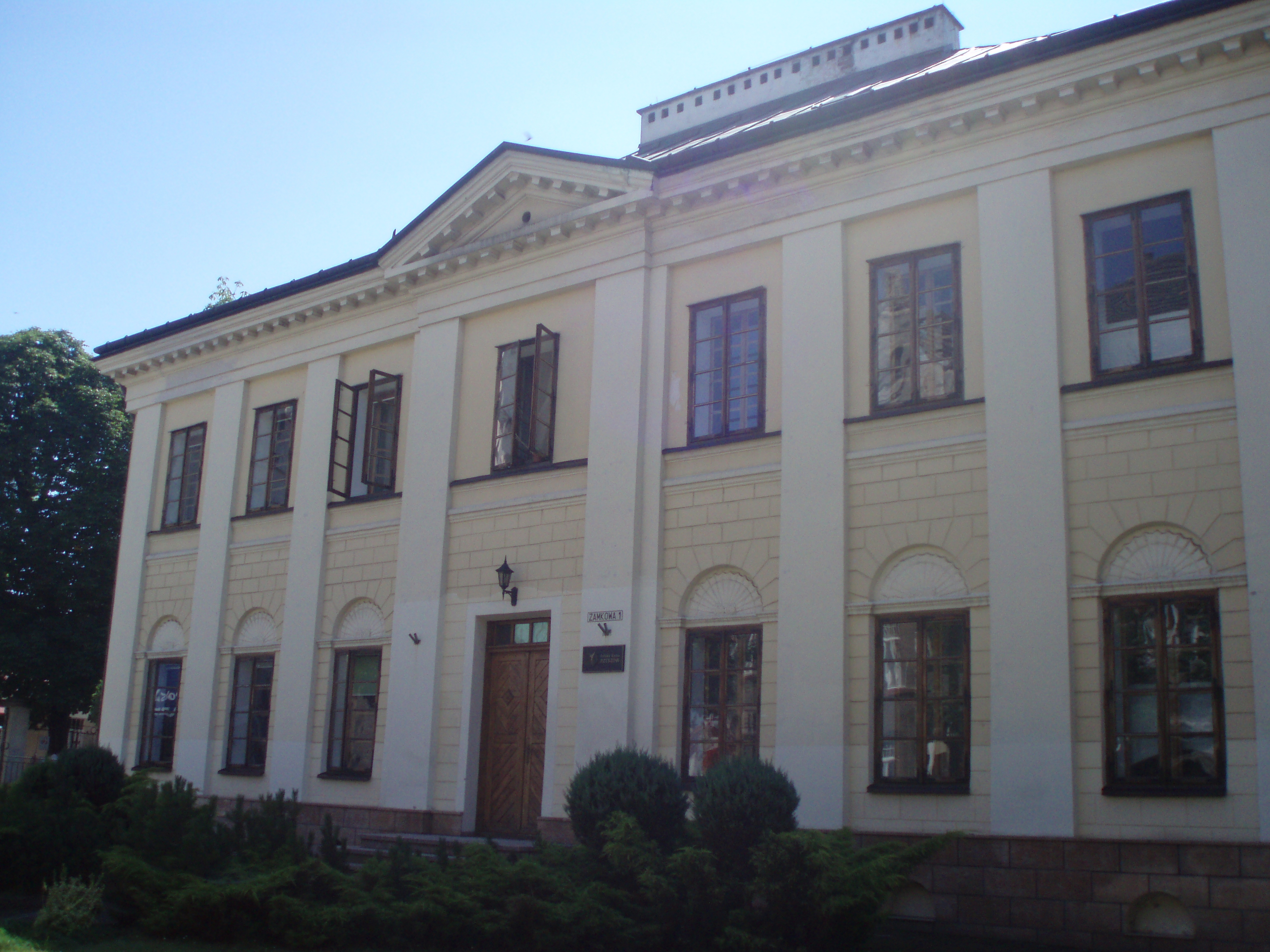
Frontansicht

Das Burgaller-Schloss (polnisch: Pałac Burgallera w Rzeszowie) ist ein Stadtpalais in der Altstadt von Rzeszów unweit des Altmarkts.

## Geschichte
Das Schloss ließ der aus Österreich stammende Architekt und Verwaltungsbeamte Johann Burgaller von 1818 bis 1823 für seine Familie im Schlossgarten des Schlosses Rzeszów im klassizistischen Stil errichten. 1828 gehörte es bereits seiner Witwe. 1910 wurde das Schloss von Tekielski umgebaut. Heute ist es Sitz des örtlichen öffentlichen Rundfunks Polskie Radio Rzeszów.